# Felipe Drugovich
Felipe Drugovich Roncato (* 23. května 2000 Maringá) je brazilský závodní jezdec, který v současnosti závodí v šampionátu sportovních vozů IMSA za tým Cadillac Whelen, zároveň je také rezervním jezdcem Aston Martinu ve Formuli 1. V roce 2022 se stal šampiónem Formule 2.
Ve Formuli 2 jezdil už od roku 2020. V prvních dvou sezónách skončil devátý, respektive osmý. Před působením ve Formuli 2 strávil jednu sezónu ve Formuli 3, kde skončil šestnáctý. V roce 2018 se stal šampionem Euroformule Open. V roce 2017 se umístil první v celkovém pořadí šampionátu MRF Challenge Formula 2000 a zároveň závodil ve Formuli 4 ADAC, kde skončil třetí. Mezi lety 2009 a 2015 se věnoval motokárám.
V dubnu roku 2023 absolvoval v Berlíně nováčkovský test ve Formuli E za tým Maserati MSG Racing. V testu se umístil na prvním místě. Téhož roku odjezdil další nováčkovský test v Římě, kde opět dosáhl nejrychlejšího času. Testu v Berlíně se zúčastnil i v roce 2024, tentokrát se umístil čtvrtý.

## Formule 1
V září 2022 oznámil Aston Martin Drugoviche jako prvního člena své jezdecké akademie. Bylo to poté, co získal jezdecký titul ve Formuli 2, zároveň se stal i rezervním jezdcem týmu. V roce 2023 byl pro prvních patnáct závodů rezervním jezdcem také pro McLaren. Rezervním jezdcem Aston Martinu zůstal i v další sezóně a pro rok 2025 byl též potvrzen v této roli.
Během svého působení v Aston Martinu odjel šest pátečních tréninků a při tréninku na Grand Prix Abú Zabí 2023 se umístil dokonce na druhém místě. Přesto ve Formuli 1 neodstartoval do žádného závodu.

## Výsledky
| Legenda k tabulce | Legenda k tabulce                                                                       |
| Barva             | Výsledek                                                                                |
| ----------------- | --------------------------------------------------------------------------------------- |
| Zlatá             | Vítěz                                                                                   |
| Stříbrná          | 2. místo                                                                                |
| Bronzová          | 3. místo                                                                                |
| Zelená            | Bodované umístění                                                                       |
| Modrá             | Nebodované umístění                                                                     |
| Modrá             | Dokončil neklasifikován (NC)                                                            |
| Fialová           | Odstoupil (Ret)                                                                         |
| Červená           | Nekvalifikoval se (DNQ)                                                                 |
| Červená           | Nepředkvalifikoval se (DNPQ)                                                            |
| Černá             | Diskvalifikován (DSQ)                                                                   |
| Bílá              | Nestartoval (DNS)                                                                       |
| Bílá              | Závod zrušen (C)                                                                        |
| Světle modrá      | Pouze trénoval (PO)                                                                     |
| Světle modrá      | Páteční testovací jezdec (TD)                                                           |
| Bez barvy         | Netrénoval (DNP)                                                                        |
| Bez barvy         | Vyřazen (EX)                                                                            |
| Bez barvy         | Nepřijel (DNA)                                                                          |
| Bez barvy         | Odvolal účast (WD)                                                                      |
| Bez barvy         | Nezúčastnil se (prázdné)                                                                |
| Označení          | Význam                                                                                  |
| Tučnost           | Pole position                                                                           |
| Kurzíva           | Nejrychlejší kolo                                                                       |
| †                 | Jezdec nedojel do cíle, ale byl klasifikován, protože odjel více než 90 % délky závodu. |
| ‡                 | Byl udělován poloviční počet bodů, protože bylo odjeto méně než 75 % délky závodu.      |
| Horní index       | Umístění bodujících jezdců ve sprintu                                                   |

### Kompletní výsledky ve Formuli 3
| Rok  | Tým                | 1          | 2          | 3          | 4          | 5          | 6          | 7          | 8          | 9         | 10          | 11         | 12        | 13         | 14         | 15         | 16         | Body | Umístění  |
| ---- | ------------------ | ---------- | ---------- | ---------- | ---------- | ---------- | ---------- | ---------- | ---------- | --------- | ----------- | ---------- | --------- | ---------- | ---------- | ---------- | ---------- | ---- | --------- |
| 2019 | Carlin Buzz Racing | CAT FEA 11 | CAT SPR 10 | LEC FEA 19 | LEC SPR 10 | RBR FEA 12 | RBR SPR 14 | SIL FEA 13 | SIL SPR 10 | HUN FEA 6 | HUN SPR Ret | SPA FEA 18 | SPA SPR 9 | MNZ FEA 16 | MNZ SPR 12 | SOC FEA 25 | SOC SPR 15 | 8    | 16. místo |

### Kompletní výsledky ve Formuli 2
| Rok  | Tým                 | 1          | 2          | 3          | 4          | 5          | 6          | 7          | 8          | 9           | 10         | 11        | 12        | 13          | 14         | 15         | 16          | 17        | 18          | 19          | 20         | 21         | 22        | 23         | 24        | 25          | 26        | 27        | 28        | Body | Umístění |
| ---- | ------------------- | ---------- | ---------- | ---------- | ---------- | ---------- | ---------- | ---------- | ---------- | ----------- | ---------- | --------- | --------- | ----------- | ---------- | ---------- | ----------- | --------- | ----------- | ----------- | ---------- | ---------- | --------- | ---------- | --------- | ----------- | --------- | --------- | --------- | ---- | -------- |
| 2020 | MP Motorsport       | RBR FEA 8  | RBR SPR 1  | RBR FEA 13 | RBR SPR 13 | HUN FEA 5  | HUN SPR 16 | SIL FEA 7  | SIL SPR 6  | SIL FEA 10  | SIL SPR 12 | CAT FEA 7 | CAT SPR 1 | SPA FEA DSQ | SPA SPR 13 | MNZ FEA 16 | MNZ SPR Ret | MUG FEA 4 | MUG SPR 15  | SOC FEA Ret | SOC SPR 20 | BHR FEA 1  | BHR SPR 8 | BHR FEA 3  | BHR SPR 8 |             |           |           |           | 121  | 9. místo |
| 2021 | UNI-Virtuosi Racing | BHR SP1 16 | BHR SP2 14 | BHR FEA 9  | MCO SP1 2  | MCO SP2 14 | MCO FEA 3  | BAK SP1 14 | BAK SP2 10 | BAK FEA 4   | SIL SP1 4  | SIL SP2 7 | SIL FEA 6 | MNZ SP1 Ret | MNZ SP2 17 | MNZ FEA 12 | SOC SP1 DNS | SOC SP2 C | SOC FEA DNS | JED SP1 4   | JED SP2 10 | JED FEA 5‡ | YMC SP1 2 | YMC SP2 5  | YMC FEA 3 |             |           |           |           | 105  | 8. místo |
| 2022 | MP Motorsport       | BHR SPR 5  | BHR FEA 6  | JED SPR 3  | JED FEA 1  | IMO SPR 5  | IMO FEA 10 | CAT SPR 1  | CAT FEA 1  | MCO SPR Ret | MCO FEA 1  | BAK SPR 5 | BAK FEA 3 | SIL SPR 5   | SIL FEA 4  | RBR SPR 4  | RBR FEA 11  | LEC SPR 3 | LEC FEA 4   | HUN SPR 4   | HUN FEA 9  | SPA SPR 4  | SPA FEA 2 | ZAN SPR 10 | ZAN FEA 1 | MNZ SPR Ret | MNZ FEA 6 | YMC SPR 3 | YMC FEA 2 | 265  | 1. místo |

### Kompletní výsledky ve Formuli 1
| Rok  | Tým                                   | Šasi               | Motor                                  | 1   | 2   | 3   | 4      | 5   | 6   | 7   | 8   | 9   | 10  | 11  | 12  | 13  | 14     | 15  | 16  | 17  | 18  | 19  | 20     | 21  | 22     | 23  | 24     | Body | Umístění |
| ---- | ------------------------------------- | ------------------ | -------------------------------------- | --- | --- | --- | ------ | --- | --- | --- | --- | --- | --- | --- | --- | --- | ------ | --- | --- | --- | --- | --- | ------ | --- | ------ | --- | ------ | ---- | -------- |
| 2022 | Aston Martin Aramco Cognizant F1 Team | Aston Martin AMR22 | Mercedes AMG F1 M13 E Performance V6 t | BHR | SAU | AUS | EMI    | MIA | ESP | MON | AZE | CAN | GBR | AUT | FRA | HUN | BEL    | NED | ITA | SIN | JPN | USA | MXC    | SAP | ABU TD |     |        | –    | –        |
| 2023 | Aston Martin Aramco Cognizant F1 Team | Aston Martin AMR23 | Mercedes AMG F1 M14 E Performance V6 t | BHR | SAU | AUS | AZE    | MIA | MON | ESP | CAN | AUT | GBR | HUN | BEL | NED | ITA TD | SIN | JPN | QAT | USA | MXC | SAP    | LVG | ABU TD |     |        | –    | –        |
| 2024 | Aston Martin Aramco F1 Team           | Aston Martin AMR24 | Mercedes AMG F1 M15 E Performance V6 t | BHR | SAU | AUS | JPN    | CHN | MIA | EMI | MON | CAN | ESP | AUT | GBR | HUN | BEL    | NED | ITA | AZE | SIN | USA | MXC TD | SAP | LVG    | QAT | ABU TD | –    | –        |
| 2025 | Aston Martin Aramco F1 Team           | Aston Martin AMR25 | Mercedes AMG F1 M16 E Performance V6 t | AUS | CHN | JPN | BHR TD | SAU | MIA | EMI | MON | ESP | CAN | AUT | GBR | BEL | HUN    | NED | ITA | AZE | SIN | USA | MXC    | SAP | LVG    | QAT | ABU    | –    | –        |

### Kompletní výsledky v European Le Mans Series
| Rok  | Tým          | Třída | Šasi     | Motor                 | 1      | 2      | 3     | 4     | 5   | 6       | Body | Umístění  |
| ---- | ------------ | ----- | -------- | --------------------- | ------ | ------ | ----- | ----- | --- | ------- | ---- | --------- |
| 2024 | Vector Sport | LMP2  | Oreca 07 | Gibson GK428 4.2 L V8 | CAT 10 | LEC 10 | IMO 3 | SPA 8 | MUG | ALG Ret | 21   | 15. místo |

### Kompletní výsledky ve 24 hodin Le Mans
| Rok  | Tým                    | Spolujezdci             | Vůz                 | Třída    | Kola | Umístění  | Umístění ve třídě |
| ---- | ---------------------- | ----------------------- | ------------------- | -------- | ---- | --------- | ----------------- |
| 2024 | Whelen Cadillac Racing | Jack Aitken Pipo Derani | Cadillac V-Series.R | Hypercar | 280  | 29. místo | 15. místo         |

### Kompletní výsledky IMSA SportsCar Championship
| Rok  | Tým             | Třída | Vůz                 | Motor                    | 1     | 2       | 3       | 4       | 5   | 6   | 7   | 8   | 9   | Body | Umístění   |
| ---- | --------------- | ----- | ------------------- | ------------------------ | ----- | ------- | ------- | ------- | --- | --- | --- | --- | --- | ---- | ---------- |
| 2025 | Cadillac Whelen | GTP   | Cadillac V-Series.R | Cadillac LMC55R 5.5 L V8 | DAY 9 | SEB DNS | LBH DNS | LGA DNS | DET | WGL | ELK | IMS | PET | 248* | 30. místo* |

* Sezóna v průběhu